# Gradiente de deformação
O gradiente de deformações é o nome que recebe em mecânica de meios contínuos a matriz jacobiana da transformação que aplica a configuração inicial não deformada na configuração deformada em um determinado instante posterior.
O gradiente de deformações é útil porque a partir dele e seu inverso podem definir-se todos os tensores de deformação finitos, e a partir deles pode-se encontrar o tensor tensão através da equação constitutiva do material deformável.

## Definição
Se pensamos que uma deformação é uma aplicação: {\displaystyle T_{D}:K\subset \mathbb {R} ^{3}\rightarrow K'\subset \mathbb {R} ^{3}} onde K é o conjunto de pontos do espaço ocupados pelo sólido (ou meio contínuo) antes da deformação e K'  o conjunto de pontos do espaço ocupados depois da deformação. Então podemos definir tensor gradiente de deformações como a derivada de TD:

{\displaystyle \nabla \mathbf {F} =\mathbf {D} T_{D}={\begin{pmatrix}{\cfrac {\partial x}{\partial X}}&{\cfrac {\partial x}{\partial Y}}&{\cfrac {\partial x}{\partial Z}}\\{\cfrac {\partial y}{\partial X}}&{\cfrac {\partial y}{\partial Y}}&{\cfrac {\partial y}{\partial Z}}\\{\cfrac {\partial z}{\partial X}}&{\cfrac {\partial z}{\partial Y}}&{\cfrac {\partial z}{\partial Z}}\end{pmatrix}}}
Onde (X, Y, Z) representam as coordenadas de um ponto genérico antes da deformação e (x, y, z) as coordenadas do mesmo ponto depois da deformação.